# Ybyrapora sooretama
Espèce
Synonymes
- Avicularia sooretama Bertani & Fukushima, 2009

Ybyrapora sooretama est une espèce d'araignées mygalomorphes de la famille des Theraphosidae.

## Distribution

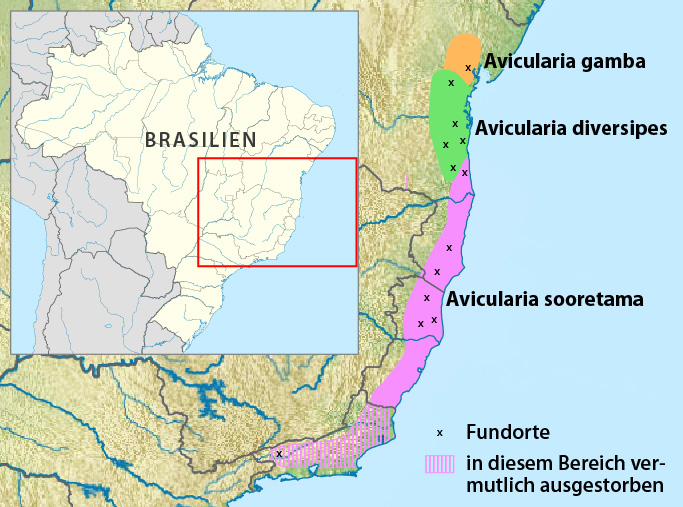
Distribution

Cette espèce est endémique du Brésil. Elle se rencontre dans les États de Bahia, d'Espírito Santo et de Rio de Janeiro.

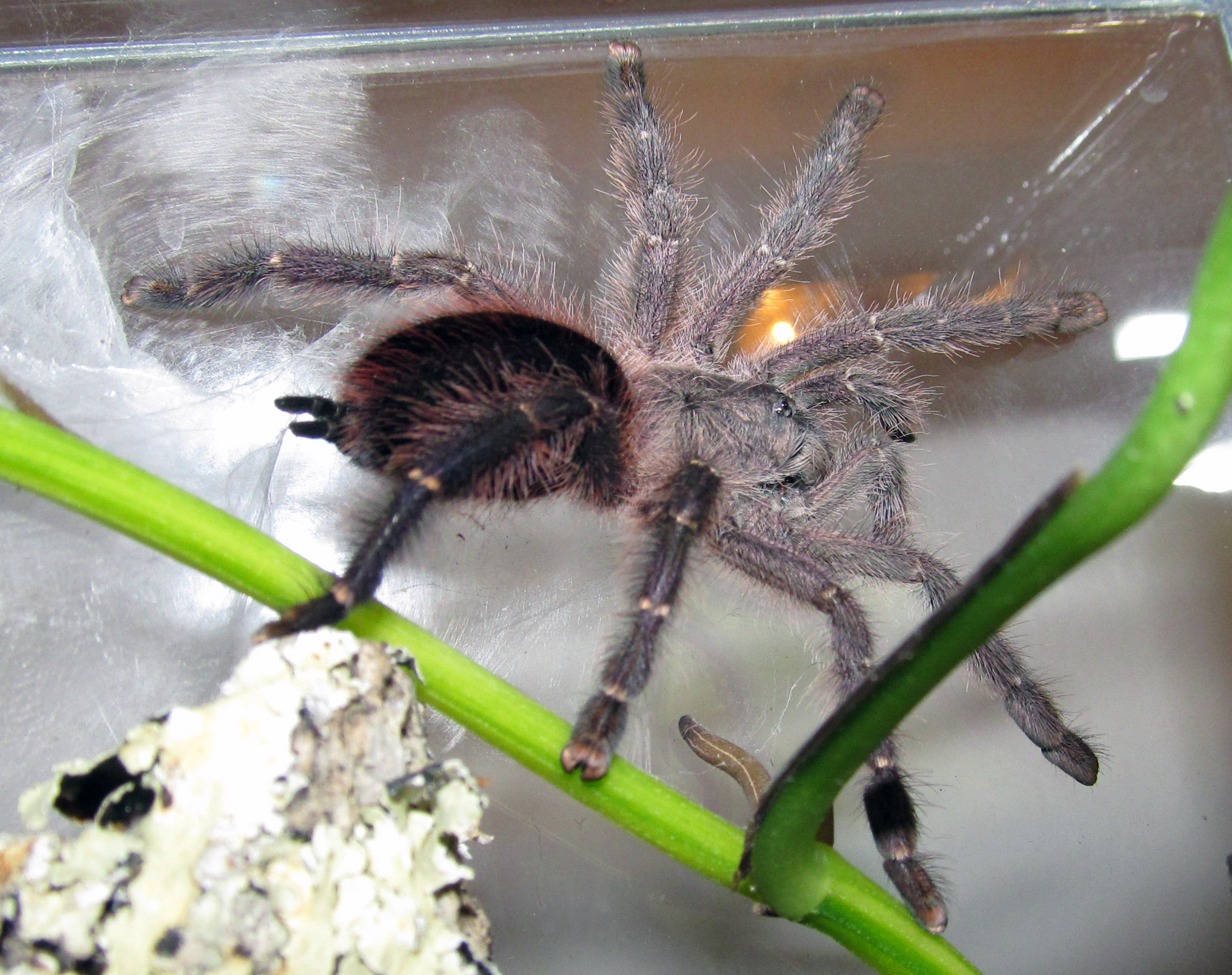
Ybyrapora sooretama ♀ subadulte

## Publication originale
- Bertani & Fukushima, 2009 : Description of two new species of Avicularia Lamarck 1818 and redescription of Avicularia diversipes (C.L. Koch 1842) (Araneae, Theraphosidae, Aviculariinae)--three possibly threatened Brazilian species. Zootaxa, no 2223, p. 25-47.